# Mercedes-Benz N 1300
Der Mercedes-Benz N 1300, zuvor Mercedes-Benz N 1000 und DKW F 1000 (oder DKW-IMOSA F 1000) ist ein Kleintransporter, der von der spanischen Tochtergesellschaft IMOSA (Industrias del Motor S.A.) entwickelt und hergestellt wurde.

## Geschichte
Bereits der frühere DKW-Schnellaster wurde ab 1954 parallel von der spanischen Industrias del Motor S. A. IMOSA in Vitoria produziert. 1963 wurde bei IMOSA der Eintonner-Schnelltransporter DKW F1000 entwickelt. Das Design war von Fissore mit drei verschiedenen Ausführungen entworfen worden, unter anderem als Transporter und als Kleinbus. Konstruktiv war der Kleintransporter dem ostdeutschen Barkas B 1000 sehr ähnlich, im Unterschied zu diesem jedoch in Rahmenbauweise ausgeführt, zudem besaß das Fahrzeug eine Frischölautomatik und Knüppelschaltung. Der 1-Liter-Dreizylinder-Zweitaktmotor von DKW wurde für den Kleintransporter auf 40 PS gedrosselt. Obwohl das Fahrzeug auch nach Deutschland exportiert wurde und als Eintonner mit moderner Karosserie einen größeren Nutzwert aufwies als der damalige VW T1, fand der F1000 in Deutschland nur geringe Verbreitung. Daimler-Benz übernahm 1958 die Auto Union GmbH, deren einzige nach dem Zweiten Weltkrieg verbliebene Marke DKW war, und verkaufte diese sukzessiv zwischen 1964 und 1966 an das Volkswagenwerk, behielt jedoch die Werke in Düsseldorf und Vitoria.
Der F1000 wurde im Laufe der Jahre weiterentwickelt. 1964 kam der Typ F-1000-D mit Dieselmotor auf den Markt, der Export nach Deutschland endete jedoch bereits 1965. Bei dem Dieselmotor handelte es sich zunächst um den von der spanischen ENMASA in Barcelona in Lizenz gebauten Mercedes-Benz OM 636 mit 1,8 l Hubraum und 43 PS (32 kW) Leistung. Inzwischen firmierte das nach wie vor zum Daimler-Benz-Konzern gehörende Werk in Vitoria unter MEVOSA. Diese Zeit hatte eine große Bedeutung für die Zukunft des Unternehmens, denn sie führte zu der vertiefenden Zusammenarbeit mit Mercedes-Benz. Ab 1975 wurde er zunächst als Mercedes-Benz N 1000, dann als N 1300 (Nutzlast 1300 kg) angeboten und erhielt ab 1976 den Nachfolge-Dieselmotor OM 615 mit 1,988 l Hubraum und 60 PS (44 kW) Leistung. Aus diesem Fahrzeug entstand der Mercedes-Benz MB 100, der von 1988 bis 1995 mit überarbeiteter Karosserie auch wieder in Deutschland verkauft und schließlich durch den Mercedes-Benz Vito (ebenfalls in Vitoria gebaut) ersetzt wurde.
Eine Zeit lang wurde der DKW F1000 auch in Argentinien hergestellt.

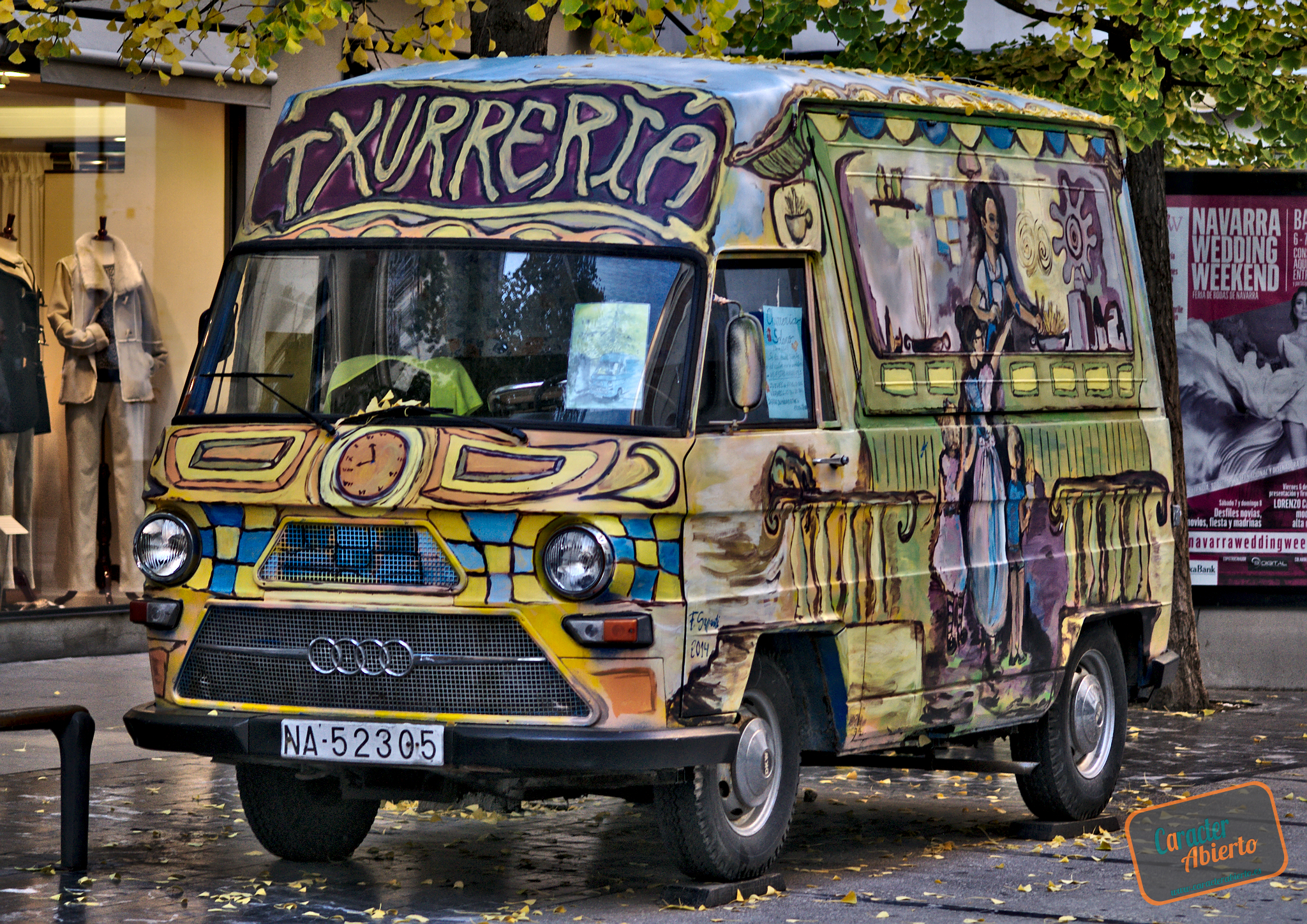
DKW F 1000 L, ehemaliger Verkaufswagen mit Hochdach
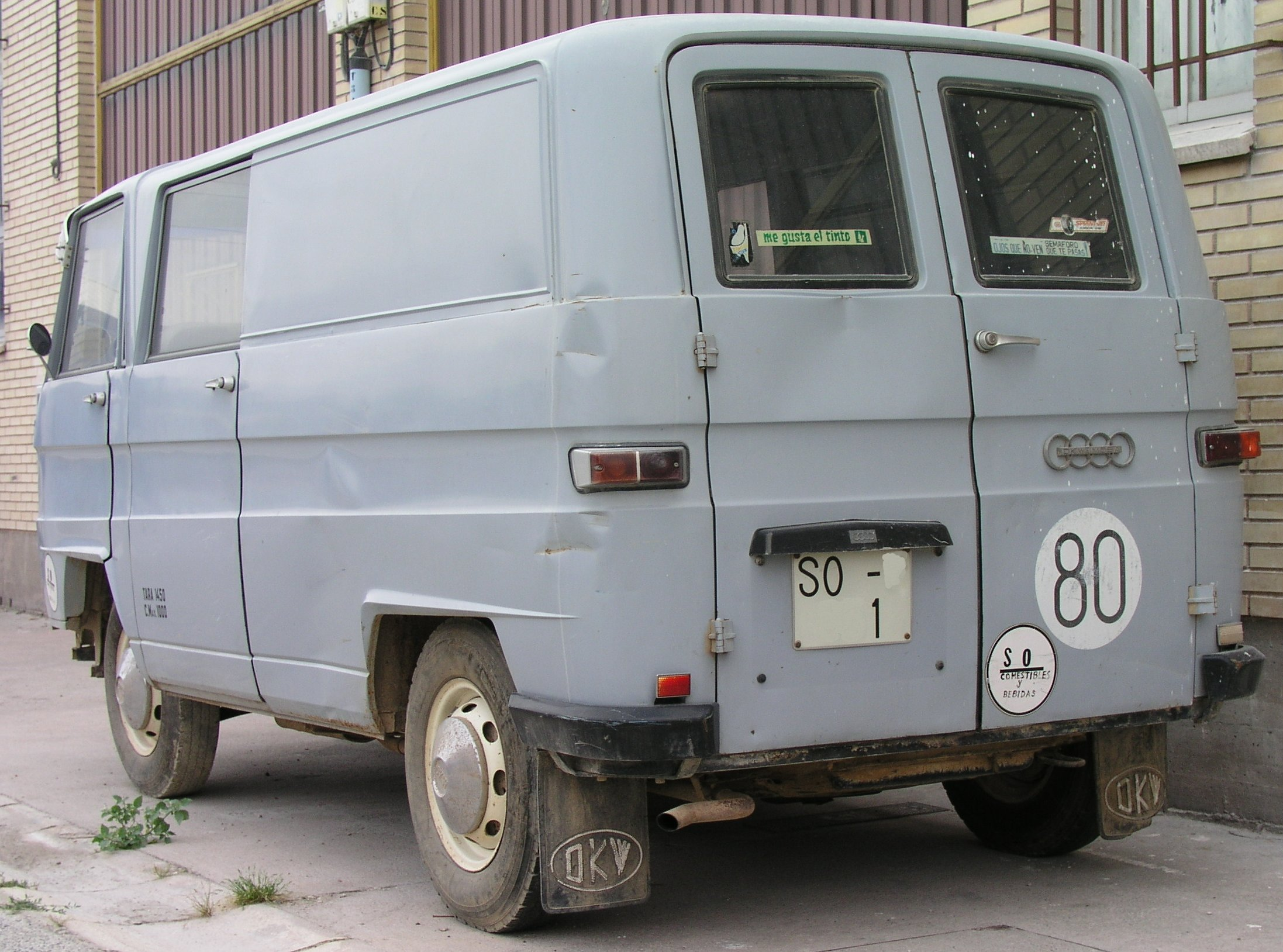
DKW F 1000 L, Heckseite
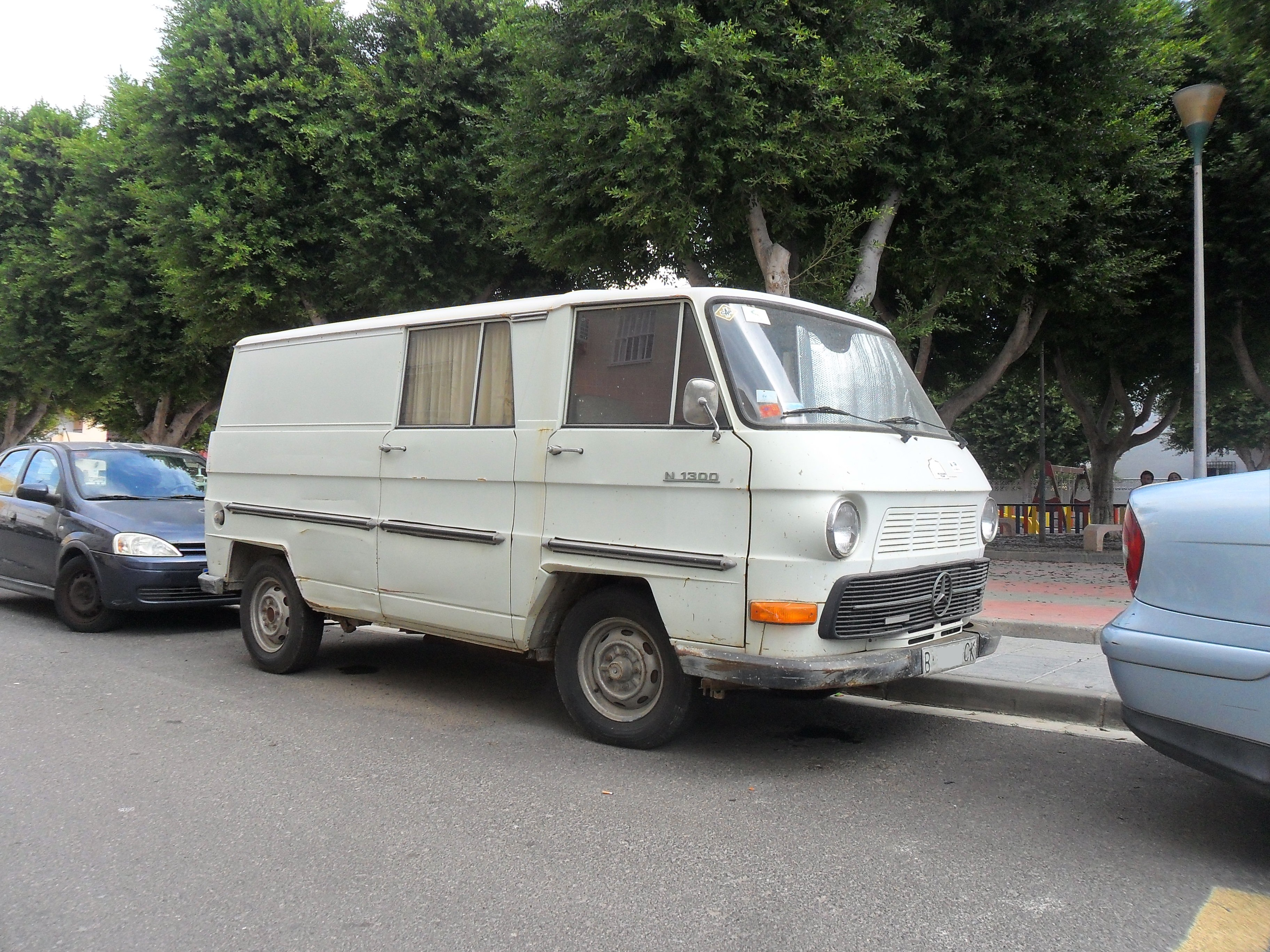
Mercedes-Benz N 1300
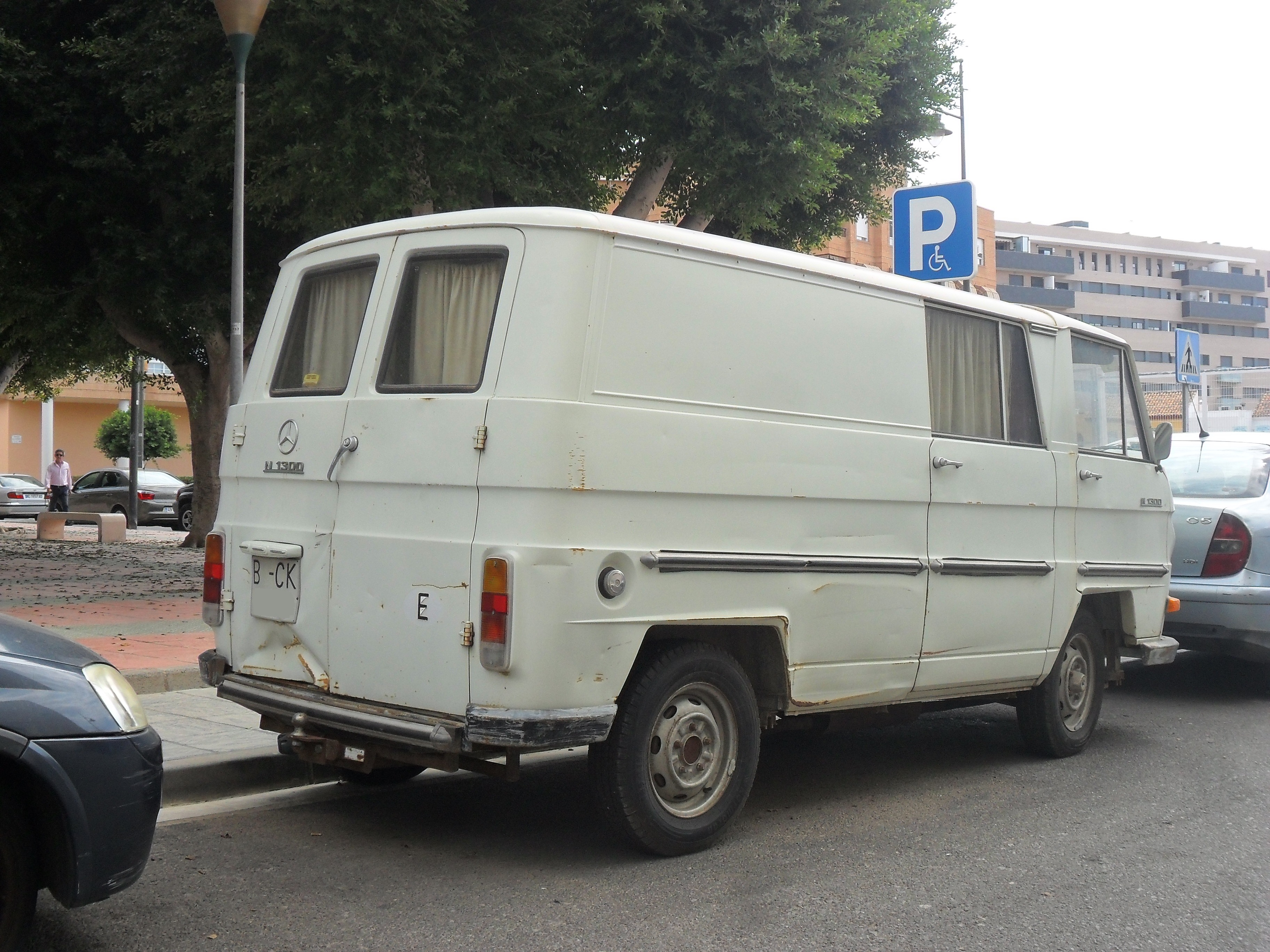
Mercedes-Benz N 1300, Heckseite
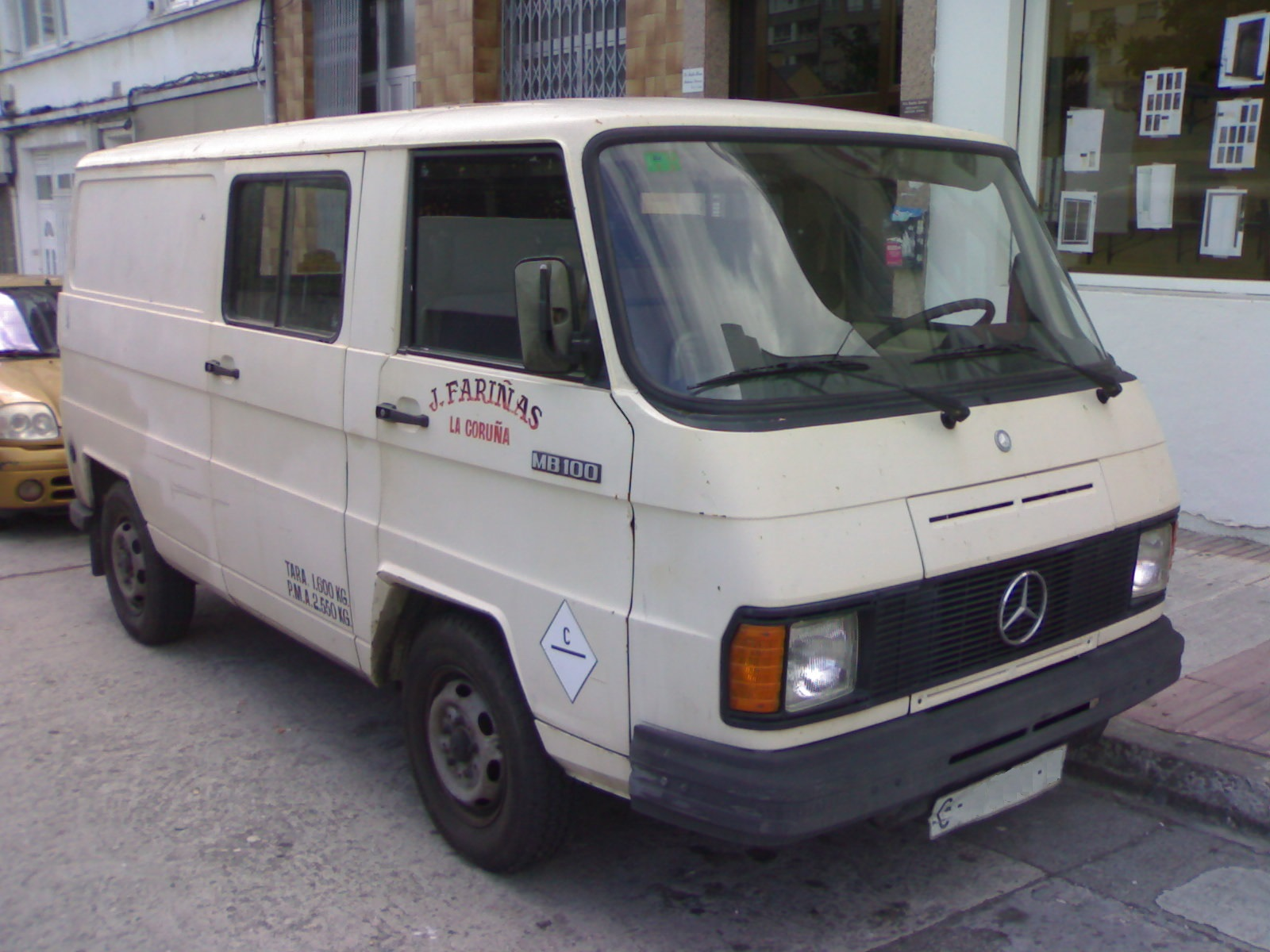
Mercedes-Benz MB 100 (erste Generation, 1981–1987)

## Technische Daten
|                       | Schnelltransporter DKW F1000 (1963)                                         |
| --------------------- | --------------------------------------------------------------------------- |
| Motor                 | Drei-Zylinder-Zweitaktmotor                                                 |
| Hub/Bohrung (mm)      | 76/74                                                                       |
| Verdichtung           | 6,65                                                                        |
| Dauerleistung         | 40 PS (45 SAE-PS) bei 4500/min                                              |
| Drehmoment            | 8,5 kpm bei 2200/min                                                        |
| Schmierung            | Frischölautomatik                                                           |
| Kühlung               | Thermosiphonkühlung (8 Liter Inhalt)                                        |
| Getriebe              | 4 Gänge                                                                     |
| Fußbremse             | ATE – hydraulisch auf alle vier Räder, Duplex                               |
| Lenkung               | Schneckengetriebe                                                           |
| Rahmen                | Kastenprofilrahmen                                                          |
| Radaufhängung         | vorn Dreieckslenker und Querblattfeder; hinten Torsionskurbelachse/Drehstab |
| Gesamtlänge           | 4395 mm (Kasten), 4380 mm (Pritsche)                                        |
| Gesamtbreite          | 1790 mm (Kasten), 1970 mm (Pritsche)                                        |
| Gesamthöhe            | 1950 mm                                                                     |
| Radstand              | 2500 mm                                                                     |
| Spurweite             | vorn: 1320 mm, hinten: 1460 mm                                              |
| Leermasse             | 1250–1350 kg                                                                |
| Nutzlast              | 1000–1050 kg                                                                |
| Ladevolumen (Kasten)  | 6,6 m³                                                                      |
| Höchstgeschwindigkeit | 90–100 km/h                                                                 |